# Maison de Hanvs
La maison de Hanvs ou maison de Hanus est un édifice situé dans la ville de Nancy, dans la Meurthe-et-Moselle en région Grand Est.

## Localisation
Cet immeuble est situé au no 48 de la rue Saint-Dizier dans le quartier Charles III - Centre Ville de Nancy.

## Histoire
Jean-Baptiste Hanus est conseiller de l'Hôtel de Ville sous Léopold et le secrétaire du duc de Lorraine. Il est créateur d'une manufacture de draps.
La construction de la maison date du XVIIIe siècle. Hanus installe sur la façade en 1703 un magnifique buste du duc de Lorraine Léopold toujours en place.
La façade est inscrite au titre des monuments historiques par arrêté du 6 mars 1946.

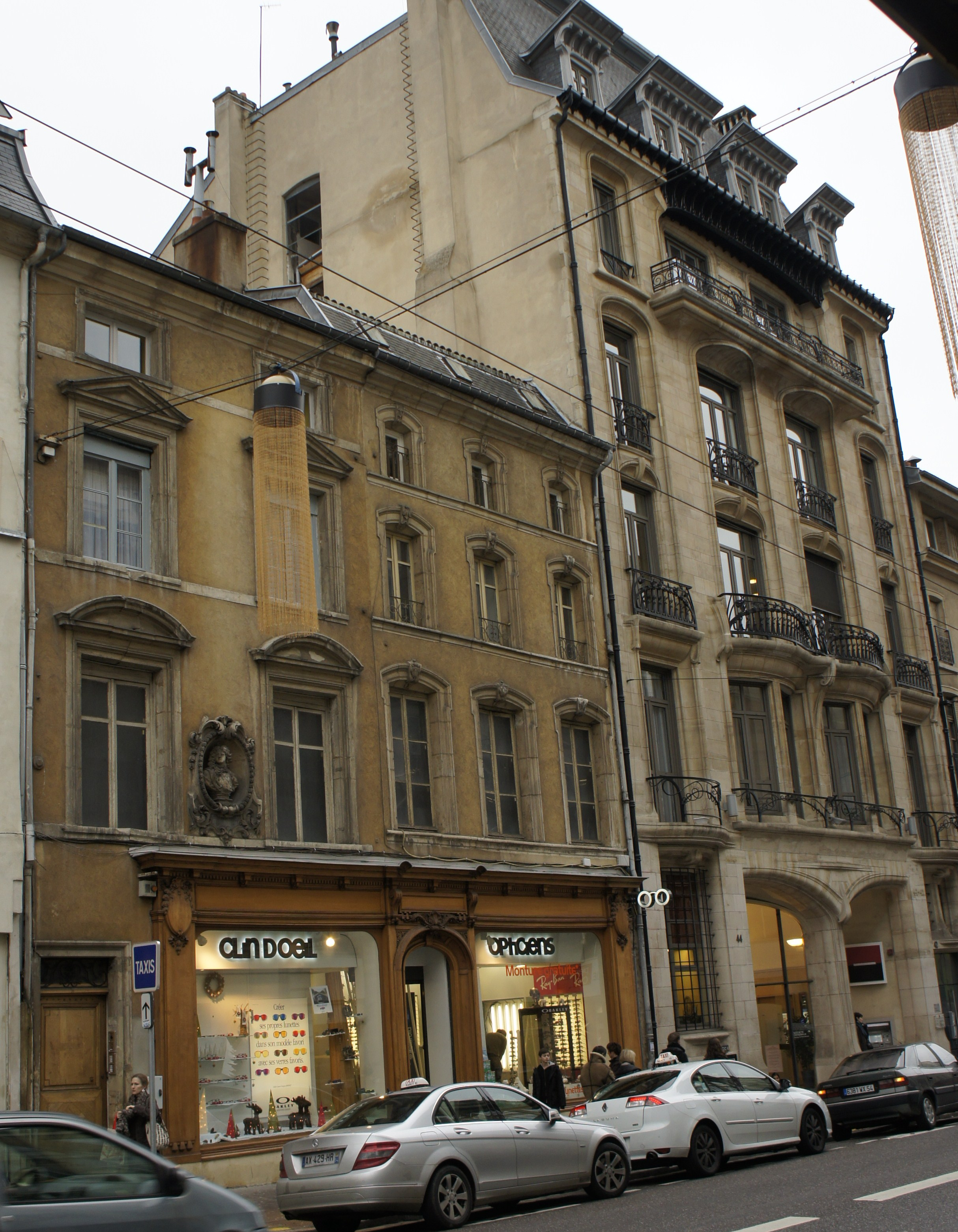
Maison Hanus au no 48 et Maison Aimé au no 42-44.
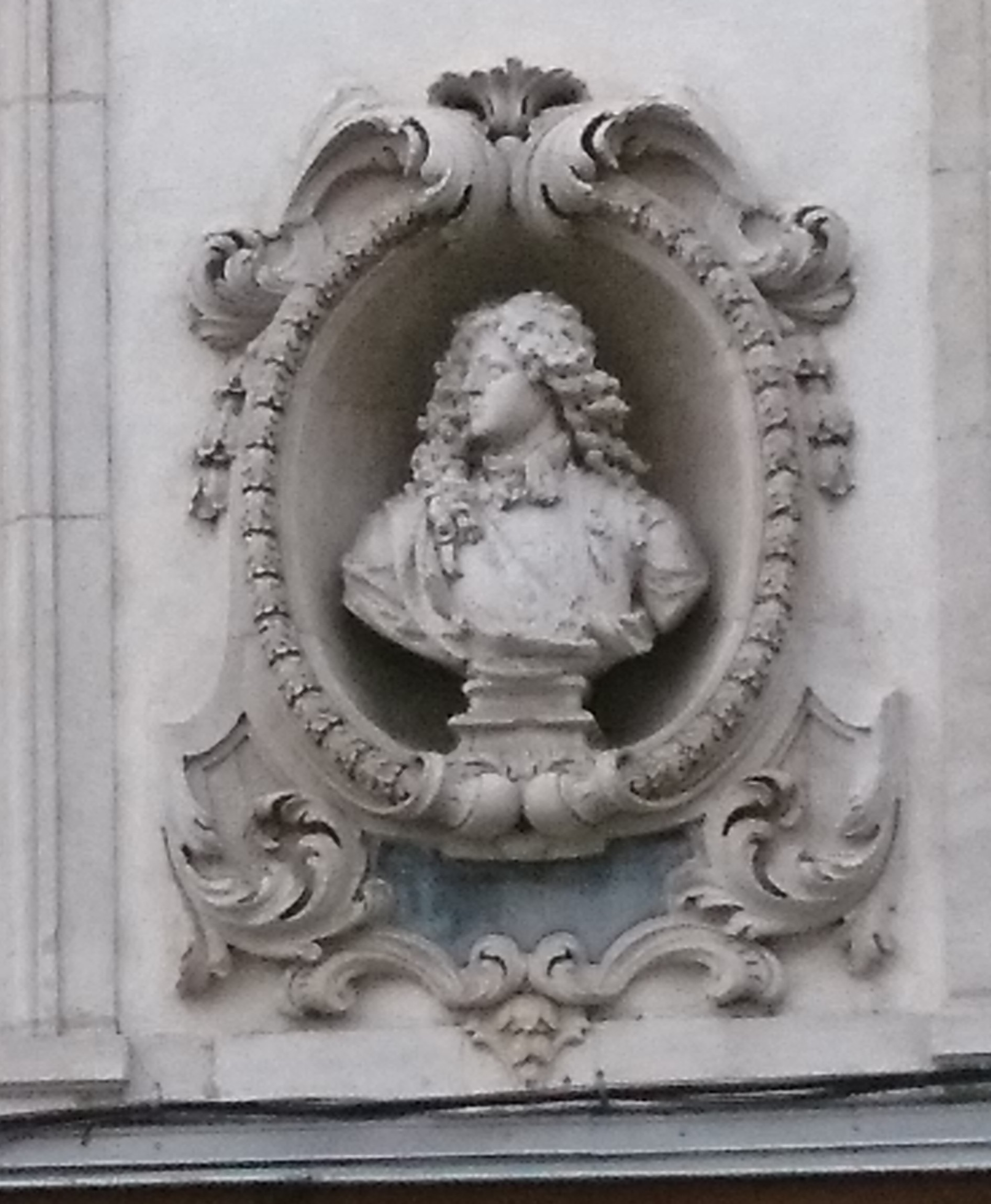
Buste du duc de Lorraine Léopold Ier au no 48.